# Lista Susan B. Anthony
La Lista Susan B. Anthony (en inglés Susan B. Anthony List (SBA List)) es una organización 501 (c) (4) sin fines de lucro que busca reducir y, en última instancia, poner fin al aborto en los Estados Unidos mediante el apoyo a los políticos antiaborto, principalmente mujeres, a través de su comité de acción política del Fondo de Candidatos de la Lista de la SBA.
Fundada en 1993 por la socióloga y psicóloga Rachel MacNair, la Lista de la SBA fue una respuesta al éxito del grupo de derechos al aborto EMILY's List, que fue en parte responsable de lograr el "Año de la Mujer" de 1992 en el que un número significativo de mujeres quienes favorecieron los derechos al aborto fueron elegidos para el Congreso. MacNair deseaba ayudar a las mujeres antiaborto a obtener altos cargos públicos. Ella reclutó a Marjorie Dannenfelser y Jane Abraham como los primeros líderes experimentados de la Lista de la SBA. Dannenfelser ahora es presidente de la organización y Abraham es presidente de la junta. Llamada así por la sufragista Susan B. Anthony, La Lista de la SBA se identifica con Anthony y varias activistas por los derechos de las mujeres del siglo XIX. La Lista de la SBA argumenta que Anthony y otras primeras feministas se opusieron al aborto, una opinión que ha sido cuestionada por académicos y activistas por los derechos del aborto. La académica de Anthony Ann D. Gordon y la biógrafa de Anthony Lynn Sherr escribieron que Anthony "no pasó tiempo en la política del aborto".

## Fundación
La formación de la Lista de la SBA se catalizó en marzo de 1992 cuando Rachel MacNair, directora de Feminists for Life , vio un documental de televisión de 60 minutos que detallaba a la heredera de IBM, Ellen Malcolm, y las exitosas actividades de financiación de la campaña de su grupo demócrata por los derechos del aborto EMILY's List. MacNair, una activista por la paz y cuáquera antiabortista , estaba motivada para organizar la Lista de Susan B. Anthony con el fin de contrarrestar la Lista de EMILY al proporcionar fondos tempranos de campaña a las candidatas antiaborto. Dirigidos por FFL y MacNair, 15 grupos antiaborto formaron una organización paraguas, la Coalición Nacional de Mujeres para la Vida (NWCL), que adoptó una declaración conjunta antiaborto el 3 de abril de 1992.
También inspirada en la Lista de EMILY, en 1992, la Lista WISH se formó para promover candidatos republicanos que favorecían los derechos al aborto. En noviembre de 1992, después de que muchos de los candidatos que favorecían los derechos al aborto ganaron sus carreras para crear lo que se denominó el " Año de la Mujer ", MacNair anunció la formación de la Lista de la SBA, describiendo su propósito de apoyar y apoyar a las mujeres que mantenía creencias antiaborto sin tener en cuenta la afiliación partidaria. MacNair decidió desafiar la noción de EMILY's List y WISH List de que las principales mujeres políticas apoyaban principalmente los derechos al aborto. Ella dijo que la Lista de la SBA no apoyaría a los candidatos políticos de derecha. "Queremos buenos registros sobre los derechos de las mujeres, probablemente no Phyllis Schlafly ".La NWCL patrocinó la Lista de la SBA con $ 2,485 para crearla como un comité de acción política (PAC) el 4 de febrero de 1993, incluyendo a MacNair como primer secretario; el grupo operaba desde la oficina de MacNair dentro de un centro de crisis para embarazadas en East 47th Street en Kansas City, Misuri. El primer evento público de la Lista de la SBA se celebró el mismo mes en la sede de Washington D. C., del Partido Nacional de la Mujer . Organizado por la miembro fundadora de la junta Susan Gibbs, el evento de "lanzamiento" recaudó "más de $ 9000".

### Susan B. Anthony y la temprana conexión feminista
MacNair nombró a la Lista de la SBA en honor a la famosa sufragista , Susan B. Anthony. Los líderes de la Lista de la SBA dicen que Anthony era "apasionadamente pro-vida". Según Marjorie Dannenfelser, presidente de la Lista de la SBA, Anthony "se refirió al aborto como 'el horrible crimen del asesinato de niños ' ".
La representación de Susan B. Anthony como una apasionada opositora al aborto ha sido objeto de una disputa moderna . El Museo y Casa Nacional Susan B. Anthony dijo: "Las afirmaciones de la Lista sobre la posición de Susan B. Anthony sobre el aborto son históricamente inexactas".  La académica de Anthony Ann D. Gordon y la biógrafa de Anthony Lynn Sherr dijeron que "Anthony no pasó tiempo en la política del aborto. No le interesaba". Dijeron que la cita de "asesinato infantil" atribuida a Anthony en realidad apareció en un artículo escrito anónimamente por otra persona y que otras citas atribuidas a Anthony han sido mal atribuidas o sacadas de contexto. Gordon dijo que Anthony "nunca expresó una opinión sobre la santidad de la vida fetal ... y ella nunca expresó una opinión sobre el uso del poder del estado para exigir que los embarazos se pongan a término".  El Museo y Casa de Anthony aportaron pruebas de la idea de que el autor del artículo sobre "asesinato de niños" era un hombre.

## Historia

### Actividades tempranas y reorganización
a miembro fundadora de la junta, Susan Gibbs, luego directora de comunicaciones de la Arquidiócesis de Washington, dijo sobre los primeros años de la Lista de la SBA: "Ninguno de nosotros tenía experiencia política. Ninguno de nosotros tenía experiencia en el PAC. Simplemente teníamos pasión por ser pro-vida ". Poco después de su fundación, los activistas políticos experimentados Marjorie Dannenfelser y luego Jane Abraham fueron llevados a bordo: Dannenfelser se desempeñó como directora ejecutiva y dirigió la organización desde su hogar en Arlington, Virginia . En 1994, la Lista de la SBA logró ayudar a 8 de sus 15 candidatos seleccionados a obtener el cargo. En 1996, solo dos retadores con respaldo financiero fueron elegidos, mientras que cinco titulares respaldados por la Lista de la SBA retuvieron sus posiciones, una elección decepcionante para el grupo.
En 1997, Dannenfelser y Abraham reorganizaron la Lista de la SBA en su forma actual como una organización sin fines de lucro 501 (c) (4) con un PAC conectado, el Fondo de Candidatos de la Lista de la SBA. Abraham se convirtió en presidente y Dannenfelser ocupó el cargo de Presidenta de la Junta. Las reglas para respaldar y apoyar financieramente a los candidatos fueron más estrictas: además de que el político tenía que ser mujer, ella debía haber demostrado un historial antiabortista (una simple declaración no era suficiente), y debe ser vista como probable ganar su carrera. En 1998, la Lista de la SBA comenzó a respaldar también a los candidatos masculinos contra el aborto, respaldando a tres hombres en un programa piloto. Una de las tres elecciones ganadas para el cargo: republicanoPeter Fitzgerald, quien recibió $ 2,910 de la Lista de la SBA para ayudarlo en su victoria de $ 12.3 millones sobre la demócrata Carol Moseley Braun en una batalla por el escaño en el Senado de los Estados Unidos en Illinois. Abraham sirvió como presidente desde 1997 hasta 2006 cuando Dannenfelser se convirtió en presidente.
En 2000, la Lista de la SBA contribuyó con $ 25,995 a sus candidatos favoritos, en contraste con la Lista WISH y la Lista EMILY, que contribuyeron con $ 608,273 y $ 20 millones, respectivamente, a sus candidatos favoritos.

### Historia reciente
Las contribuciones de los partidarios crecieron un 50% entre 2007 y 2009. A diciembre de 2009, la Lista de la SBA había gastado más que la Organización Nacional para la Mujer en todos los ciclos electorales desde 1996.
La excongresista Marilyn Musgrave se unió a la Lista de la SBA en marzo de 2009 y trabaja como directora y portavoz del proyecto. La organización trató de mantener la cobertura del aborto fuera de cualquier legislación de reforma de salud en 2009 y 2010. Se había dirigido al senador Bob Casey para garantizar que el aborto no estuviera cubierto en la Ley de Protección al Paciente y Cuidado de Salud Asequible (PPACA),  y presionó por la Enmienda Stupak-Pitts a HR 3962  El grupo criticó al Senador Ben Nelson por lo que llamó un "compromiso falso" sobre el aborto en el PPACA y condenó laaprobación de la víspera de Navidad del proyecto de ley del Senado.
El grupo había planeado honrar al Representante Bart Stupak (D-MI) en su gala de marzo, pero después del acuerdo de Stupak con el presidente Obama, en el cual Obama emitiría una orden ejecutiva que prohíbe los fondos federales para el aborto bajo la ley. Stupak fue despojado de su "Premio Defensor de la Vida" tres días antes de la gala debido a las dudas de la Lista de la SBA, compartidas por los grupos más importantes contra el aborto, sobre la efectividad de la Orden Ejecutiva. Stupak le había dicho a Dannenfelser: "Ellos [los líderes demócratas] saben que no me retiraré. No hay forma". El día de la votación, Dannenfelser dijo que le prometió a Stupak que la Lista de la SBA "iba a estar involucrada en su derrota".En una declaración, Dannenfelser dijo: "Estábamos planeando honrar al congresista Stupak por sus esfuerzos para mantener el financiamiento del aborto fuera de la reforma de salud. Ya no lo haremos ... Permítanme ser claro: cualquier representante, incluido el Representante. Stupak, que vota por este proyecto de ley de atención médica, ya no puede llamarse a sí mismo 'pro-vida' " Nadie recibió el premio en su lugar, y Dannenfelser aprovechó la ocasión para condenar a Stupak. El grupo abandonó sus planes para ayudar a Stupak a defenderse de un desafío principal de Connie Saltonstall, quien decidió desafiar a Stupak sobre la base de sus opiniones contra el aborto.  Stupak más tarde abandonó la carrera, anunciando su retiro del Congreso.
En 2010, la Lista Susan B. Anthony organizó eventos con destacadas figuras políticas provida como oradores, incluidos Sarah Palin, el gobernador de Minnesota Tim Pawlenty y la representante Michele Bachmann.
En agosto de 2010, para conmemorar el 90 aniversario de la ratificación de la 19.ª Enmienda , que otorgó a las mujeres el derecho al voto, la Lista de la SBA celebró un coloquio con cinco académicos en el Yale Club de la ciudad de Nueva York , anunciada como "Una conversación en pro -Feminismo de la vida ".
Un proyecto de la Lista de la SBA, "Votes Have Consequences", fue encabezado por la excongresista Marilyn Musgrave y tenía como objetivo derrotar a los candidatos vulnerables en 2010, a quienes consideraban insuficientemente antiaborto, por ejemplo, aquellos que apoyaban la reforma de salud. Bajo este proyecto, el grupo respaldó a Dan Coats de Indiana para el Senado contra el representante Brad Ellsworth , quien había votado por la Ley de Protección al Paciente y Cuidado de Salud Asequible. EEn enero de 2011, junto con Americans for Tax Reform y The Daily Caller , la organización patrocinó un debate entre los candidatos a presidente del Comité Nacional Republicano.
Peter Roff, que escribe para US News and World Report, acreditó a la Lista de la SBA por la aprobación en la Cámara de una enmienda para desembolsar Planned Parenthood de dólares federales para el año fiscal 2011. Escribiendo para In These Times , la activista de redes sociales Sady Doyle escribió que Al luchar contra Planned Parenthood , la Lista de la SBA registró su prioridad como terminar con el aborto en lugar de ayudar a las mujeres a prevenir embarazos no deseados.
En marzo de 2011, la Lista de la SBA se unió a Live Action para un recorrido en autobús por 13 distritos del Congreso agradeciendo o condenando a sus representantes por sus votos para desembolsar a Planned Parenthood de dólares de impuestos en la Enmienda Pence. En respuesta, Planned Parenthood lanzó su propio recorrido para seguir el autobús de la Lista de la SBA. La Lista de la SBA también compró $ 200,000 en anuncios de radio y televisión que respaldan a seis republicanos que votaron para desembolsar Planned Parenthood en respuesta a una compra de $ 200,000 por Planned Parenthood contra la Enmienda Pence.
En julio de 2011, la Lista de la SBA realizó una concentración en New Hampshire en apoyo de la decisión del Consejo Ejecutivo de New Hampshire de cortar los fondos estatales para Planned Parenthood. La Lista de la SBA ha presionado para que se apruebe la Ley de protección del niño por nacer sin dolor, un proyecto de ley federal que prohibiría los abortos después de 20 semanas. También en 2011, la Lista de la SBA fundó el Instituto Charlotte Lozier. El nombre de Charlotte Denman Lozier , el Instituto ha servido como el instituto de investigación y educación de la Lista de la SBA desde entonces.
En mayo de 2018, el presidente Donald Trump se dirigió a la 11.ª Gala Anual de la Campaña por la Vida de la Lista de la SBA, convirtiéndose en el primer presidente en funciones en dirigirse al grupo. En su discurso, Trump pidió a los oyentes que "votaran por la vida".

## Estrategias
La Lista Susan B. Anthony emplea muchas estrategias para atraer al público a su misión. La abogada y académica Tali Leinwand explica que la Lista de la SBA alienta a los republicanos a no respaldar las enmiendas de la persona e intenta vincular el movimiento antiaborto con causas menos controvertidas, como la oposición a la Ley de Asistencia Asequible. Estas estrategias, argumenta Leinwand, intentan des-estigmatizar el movimiento próvida.

## Elecciones

### Elecciones de 2006
Las elecciones intermedias de 2006 fueron muy exitosas para la lista de la SBA. Ganaron 21 de los 38 concursos que respaldaron.

### Elección presidencial de 2008

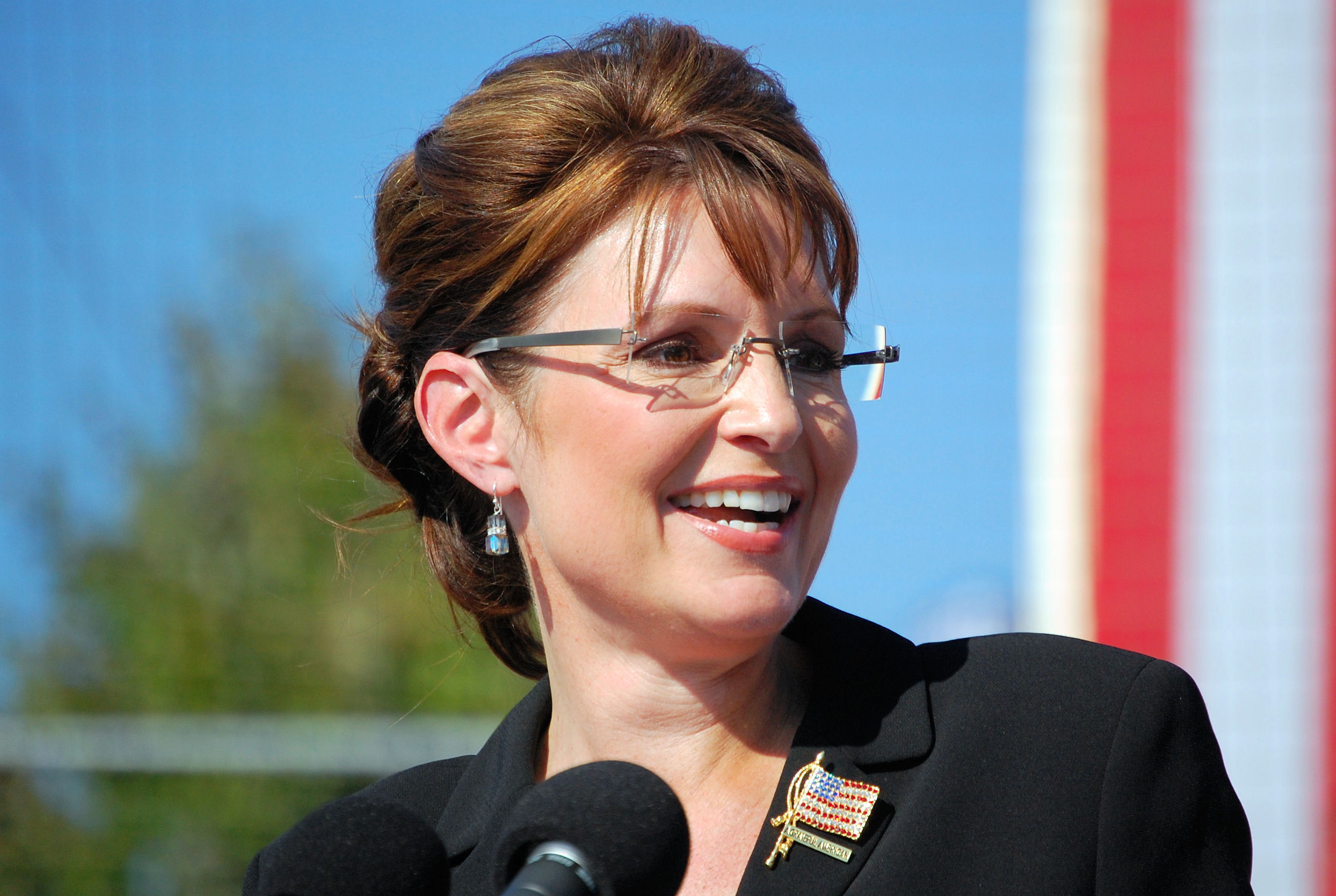
Sarah Palin en la campaña electoral en 2008

La Lista de la SBA ganó atención renovada durante las elecciones presidenciales de 2008 luego de la nominación de Sarah Palin para Vicepresidenta . Habían respaldado su candidatura de 2006 para gobernador de Alaska. En 2008, la Lista de la SBA también comenzó un sitio de redes sociales y un blog llamado "Team Sarah", que está "dedicado a promover los valores que Sarah Palin representa en el proceso político".
Palin encabezó el evento de recaudación de fondos para el desayuno "Celebration of Life" de la organización en 2010, un evento que obtuvo una amplia cobertura mediática y en el que acuñó el término " mamá grizzly ".
Según Politico , el criterio de Palin para respaldar a los candidatos es si cuentan con el apoyo del movimiento Tea Party y si cuentan con el apoyo de la Lista de la SBA.

### Elecciones de 2009
En las elecciones especiales de 2009 para ocupar el puesto vacante en la Cámara del distrito 23 del Congreso de Nueva York en el estado de Nueva York , el grupo respaldó a Doug Hoffman , el candidato del Partido Conservador de Nueva York , sobre el candidato republicano, Dede Scozzafava , quien favorece el derecho al aborto. La Lista de la SBA gastó más de $ 100,000 en nombre de Hoffman,  uniéndose a la Organización Nacional para el Matrimonio y otros grupos socialmente conservadores para apoyar la campaña de Hoffman.

### Elecciones de 2010
Para las elecciones de 2010, la lista de SBA previsto gastar $ 6 millones (incluyendo $ 3 millones únicamente para ra carrera por el Senado de Estados Unidos)  y aprobó varias docenas de candidatos. La Lista Susan B. Anthony gastó casi $ 1.7 millones en campañas de gastos independientes a favor o en contra de 50 candidatos.
La Lista Susan B. Anthony realizó un recorrido en autobús por 23 ciudades a los distritos del Congreso de los autodenominados demócratas "pro-vida" en Ohio , Indiana y Pensilvania que votaron a favor del proyecto de ley de reforma de la atención médica y reunieron a los partidarios para votarlos. El recorrido en autobús atrajo contraprotestas en algunas paradas, como una en Pensilvania, donde un grupo llamado Catholics United acusó a la Lista de la SBA de mentir sobre la reforma de salud.
La organización lanzó una petición "Life Speaking Out" para instar al Partido Republicano a incluir la oposición al aborto en su Compromiso con Estados Unidos. La petición fue enviada con más de 20,000 firmas.
En la carrera por el Senado de California , el grupo respaldó Carly Fiorina contra el actual senador Barbara Boxer, y pasó ligeramente por debajo de $ 235.000 gastos independientes en apoyo de Fiorina. Lista La SBA se asoció con la Organización Nacional para el Matrimonio al aire en español comerciales de televisión que atacan las posiciones del boxeador sobre el aborto y el matrimonio homosexual. Sin embargo, Boxer prevaleció sobre Fiorina en las elecciones de noviembre de 2010.
Otros respaldos notables incluyeron a Sharron Angle , quien sin éxito desafió al líder predominante de la mayoría del Senado Harry Reid en Nevada ; la Lista de la SBA respaldó a Angle a pesar de haber respaldado previamente a su oponente principal , Sue Lowden. En septiembre de 2010, la Lista de la SBA lanzó una campaña de $ 150,000 en nombre de la candidata al Senado de New Hampshire Kelly Ayotte para las primarias republicanas. Ayotte ganó las primarias para convertirse en el candidato, y luego prevaleció en las elecciones generales. En octubre de 2010, la Lista de la SBA respaldó a Joe Miller , candidato republicano al Senado de los Estados Unidos en Alaska. La Lista de la SBA respaldó a Miller luego de que la senadora Lisa Murkowski decidiera organizar una campaña por escrito después de perder las primarias republicanas ante Miller, y lanzaron una campaña de radio de $ 10,000 para transmitir anuncios que atacaran a Murkowski por hacer "sordos" voluntad de los votantes que la votaron en las primarias. Murkowski derrotó a Miller, quien concedió después de dos meses de batallas judiciales por las boletas impugnadas.

#### Litigio publicitario político de Driehaus
En la campaña de 2010, la empresa adquirió cartelera anuncios en el distrito de Rep. Steve Driehaus de Ohio, que mostró una foto de Driehaus y entonó: "La vergüenza sobre Steve Driehaus! Driehaus votado por aborto financiado por los contribuyentes"" El anuncio se refiere a El voto de Driehaus a favor del proyecto de reforma de salud. La Lista Susan B. Anthony ha tomado la posición de que la legislación en cuestión permite el aborto financiado por los contribuyentes, un reclamo que un juez dictaminó que era incorrecto.
En respuesta, Driehaus, quien representó al primer distrito congresional fuertemente antiabortista de Ohio, presentó una queja ante la Comisión Electoral de Ohio (OEC), diciendo que los anuncios eran falsos y violaban la ley electoral de Ohio. La OEC falló a favor de Driehaus en una audiencia de causa probable el 14 de octubre de 2010. En respuesta, la Lista de la SBA le pidió a un juez federal que emitiera una orden judicial contra la OEC con el argumento de que la ley en cuestión sofoca libertad de expresión y que sus anuncios se basaron en la propia interpretación de la ley por parte del grupo. La ACLU de Ohio presentó un informe amicus de 18 páginas.en nombre de la Lista de la SBA, argumentando que la ley de Ohio en cuestión es "inconstitucionalmente vaga" y tiene un efecto "escalofriante" sobre el derecho a la libertad de expresión de la Lista de la SBA . Un juez federal rechazó la demanda federal de la Lista de la SBA por motivos de abstención y permitió que la queja de Orie de Driehaus avanzara.
Después de que se presentó la queja de la OEC, la Lista de la SBA comenzó a emitir un anuncio de radio en el distrito de Driehaus en el que Dannenfelser declaró que el grupo "[no] sería silenciado o intimidado" por la acción legal de Driehaus.  Driehaus persuadió a la compañía de carteleras para que retirara el anuncio de la Lista de la SBA, que nunca fue erigido.  Driehaus perdió el asiento ante Steve Chabot , el titular a quien Driehaus había derrotado dos años antes, en las elecciones generales de noviembre. Driehaus demandó a la Lista de la SBA en un segundo caso el 3 de diciembre de 2010, acusando a la organización de difamación que le causó una "pérdida de medios de vida",  argumentando la " Primera Enmiendano es y nunca ha sido una invitación a inventar falsedades destinadas a privar a una persona de su sustento ".  La Lista de la SBA respondió afirmando que la organización" continuaría defendiendo la verdad y el derecho a criticar a nuestros funcionarios electos ".
La Lista continuó tratando de revocar la ley en cuestión; La ACLU se unió a la lucha de la organización contra la ley.  El 1 de agosto de 2011, el juez Timothy Black desestimó la impugnación de la Lista de la SBA a la ley de Ohio, sosteniendo que la corte federal carecía de jurisdicción ya que las vallas publicitarias nunca se erigieron y la OEC nunca emitió una decisión final  y negó una moción para un juicio sumario de la Lista en el caso de difamación, permitiendo que las reclamaciones de difamación de Driehaus con respecto a otras declaraciones de la Lista de la SBA continúen. Black también ordenó a la Lista de la SBA que desista de afirmar en su sitio web que la Ley de Protección al Paciente y Cuidado de Salud Asequible (PPACA) subsidió el aborto ya que la ley no menciona directamente el aborto.  La Lista de la SBA argumentó que sus declaraciones eran opiniones y, por lo tanto, estaban protegidas, pero el tribunal rechazó este argumento dado que la propia Lista de la SBA había afirmado que esto era un "hecho"..
El 19 de agosto de 2011, la Lista de la SBA apeló la decisión sobre la ley de Ohio ante el Tribunal de Apelaciones del Sexto Circuito .  En mayo de 2013, el Tribunal de Apelaciones del Sexto Circuito dictaminó que la Lista de la SBA no podía impugnar la ley bajo la Primera Enmienda.  El 9 de agosto de 2013, la Lista de la SBA solicitó a la Corte Suprema de los Estados Unidos que revisara la ley.  El 10 de enero de 2014, la Corte Suprema aceptó el caso. La Corte escuchó el caso el 22 de abril de 2014.
El 16 de junio de 2014, la Corte Suprema de los Estados Unidos dictaminó 9-0 a favor de la Lista de la SBA, permitiéndoles proceder a impugnar la constitucionalidad de la ley.
El 11 de septiembre de 2014, el juez Timothy Black, del Tribunal de Distrito de los Estados Unidos para el Distrito Sur de Ohio, anuló la ley como inconstitucional.  Black dijo en su fallo: "No queremos que el gobierno (es decir, la Comisión Electoral de Ohio) decida cuál es la verdad política, por temor a que el gobierno persiga a quienes lo critican. En cambio, en una democracia, los votantes debería decidir ".

### Elecciones de 2011
En octubre de 2011, la Lista de la SBA anunció que se involucraría en las elecciones al Senado del estado de Virginia 2011 , respaldando a los retadores Bryce Reeves contra Edd Houck , Caren Merrick contra Barbara Favola por un puesto vacante, Patricia Phillips contra Mark Herring y la actual senadora Jill Vogel. en un esfuerzo por cambiar el control del Senado estatal, que el grupo describió como un "cementerio para la legislación pro-vida".  También anunció que estaba gastando $ 25,000 contra el senador Edd Houck para exponer su "historial extremo de aborto". Merrick y Phillips perdieron, pero Vogel ganó la reelección y Reeves derrotó a Houck por solo 222 votos.

### Elecciones presidenciales de 2012
En 2011, la Lista de la SBA comenzó a pedirles a los candidatos presidenciales republicanos de 2012 que se comprometieran a nombrar solo candidatos judiciales y miembros del gabinete antiabortistas, evitando la financiación del aborto por parte de los contribuyentes y apoyando la legislación para prohibir los abortos después de 20 semanas de embarazo basado en el feto. concepto de dolor  candidatos Rick Perry , Tim Pawlenty , Michele Bachmann , Newt Gingrich , Rick Santorum , Thaddeus McCotter , Herman Cain y Ron Paul firmaron la promesa, pero Mitt Romney , Jon Huntsman, Jr. yGary Johnson declinó. La negativa de Romney (dijo que la promesa podría tener "consecuencias no deseadas") provocó fuertes críticas por parte de la Lista de la SBA, algunos de los otros candidatos y observadores políticos que dieron el apoyo pasado de Romney para el aborto legalizado.  Huntsman dijo que no firmaría ninguna promesa de los grupos políticos durante la campaña  y también fue criticado por la Lista de la SBA.  Caín inicialmente dijo que estaba de acuerdo con las tres primeras partes, pero se opuso a la redacción de la promesa que decía que tendría que "adelantar" la factura del dolor fetal; Dijo que lo firmaría, pero que el Congreso tendría que adelantarlo.  Caín luego firmó la promesa en noviembre de 2011.  Johnson, quien apoya los derechos al aborto, se negó.
En agosto de 2011, la Lista de la SBA, junto con el Consejo de Investigación de la Familia y la Organización Nacional para el Matrimonio , realizaron un "Recorrido en autobús para votar por los valores" en Iowa antes de la Encuesta de paja de Iowa .  candidatos Pawlenty, Bachmann y Santorum y otros funcionarios electos republicanos, incluido el teniente gobernador de Iowa Kim Reynolds y los representantes Steve King y Louie Gohmert , se unieron.
La Lista de la SBA respaldó a Rick Santorum por la nominación,  gastando $ 512,000 en su nombre
Después de que Mitt Romney se convirtiera en la presunta candidata para el Partido Republicano, la Lista de la SBA declaró que la ex Secretaria de Estado Condoleezza Rice no estaba calificada para Vicepresidenta debido a que ella se describía a sí misma como "ligeramente proabortista".
En agosto, la SBA lanzó un anuncio con la activista antiabortista Melissa Ohden, quien dice que sobrevivió a un aborto en 1977. El anuncio criticó a Barack Obama , diciendo que mientras servía en el Senado de Illinois , votó cuatro veces para negar atención médica a los bebés nacidos vivos. durante los procedimientos fallidos de aborto.  En un análisis de 2008, FactCheck llegó a una conclusión mixta en general, al encontrar que tanto la Lista de la SBA como Obama habían hecho comentarios engañosos y / o inexactos sobre el historial de votación de Obama sobre el tema en cuestión mientras servía en el Senado de los Estados Unidos.

### Elección gubernativa de Virginia 2013
La Lista de la SBA hizo que las elecciones gubernativas de Virginia de 2013 fueran una prioridad para 2013, respaldando a Ken Cuccinelli y prometiendo gastar $ 1.5 millones en las elecciones a través de su PAC de Virginia, Women Speak Out . Cuccinelli fue derrotado por poco en las elecciones generales por el candidato demócrata Terry McAuliffe.

### Elecciones de 2014
La Lista de la SBA buscó gastar $ 8 millones a $ 10 millones en elecciones en 2014.

### Elecciones de 2016
La Lista de la SBA gastó $ 18 millones en las elecciones de 2016.

### Elecciones de 2017
SBAL respaldó a Karen Handel en las elecciones especiales de junio de 2017 para el sexto distrito del Congreso de Georgia , gastando $ 90,000 para apoyar a Handel.

### Elecciones de 2018
La lista de la SBA generalmente respalda a los republicanos, pero en 2018 respaldaron al demócrata Dan Lipinski en una elección primaria contra su contrincante, Marie Newman, que favorece los derechos al aborto. La Lista de la SBA gastó seis cifras en correo directo y otra publicidad para Lipinski en su primaria , y envió un equipo de 70 personas para obtener votantes para Lipinski.  Lipinski es uno de los pocos demócratas que el grupo considera un aliado, y Dannenfelser lo llamó "un héroe pro-vida de valor e integridad legendarios". Después de que Lipinski votó en contra de la Ley del Cuidado de Salud a Bajo Precio debido a las preocupaciones sobre la financiación del aborto por parte de los contribuyentes, el grupo le dijo que "siempre estarían allí para luchar por él si alguna vez fuera atacado".  Lipinski ganó las primarias por aproximadamente 2,000 votos, y la Lista de la SBA, que llamó a 17,000 puertas en el distrito para apoyar a Lipinski,  recibió el crédito de ayudarlo a cruzar la línea de meta.